# (33243) 1998 HY7
1998 HY7 (asteroide 33243) é um asteroide da cintura principal. Possui uma excentricidade de 0.21853830 e uma inclinação de 17.03843º.
Este asteroide foi descoberto no dia 24 de abril de 1998 por NEAT em Haleakala.